# Комплекс по переработке отходов в Коломенском округе
Комплекс по переработке отходов в Коломенском округе (КПО «Юг») — мусорный полигон с линиями по сортировке и складированию бытовых отходов расположенный в Коломенском городском округе Московской области, около села Мячково. Является причиной экологической катастрофы, которая затрагивает сотни тысяч жителей соседних населённых пунктов.
Расчётная мощность сортировочного комплекса составляет до 650 тысяч тонн отходов в год. При этом фактически перерабатывается около 20 тысяч тонн, или 3%, тогда как остальные отходы закапываются на полях полигона минуя переработку. Также производится регулярный сброс токсичной воды откачиваемой из навалов полигона с превышением в ней вредных веществ в десятки раз в местную реку Северку, впадающую в Москву-реку.
На момент открытия КПО «Юг» стал крупнейшим в России. Стоимость инвестиций в предприятие составила порядка 3,5 млрд рублей . 
Возведение объекта происходило при поддержке губернатора Андрея Воробьёва и министерства экологии и природопользования Московской области, без разрешения на строительство, с многочисленными нарушениями экологических норм, Земельного Кодекса, игнорировалось мнение и интересы местных жителей. Полигон построен в нескольких стах метрах от местного аэродрома Северка, что также создаёт угрозу полётам самолётов. В радиусе поражения вредными газами из недр свалки оказываются города Коломна, Воскресенск и десятки сельских населённых пунктов, садовых товариществ, соответственно, в этих двух округах Московской области с численностью населения порядка 350 тысяч человек без учёта дачников.
По состоянию на 2023 год жители этих населённых пунктов продолжают регулярно ощущать сильную вонь от мусорного полигона. Однако, многочисленные жалобы граждан в соответствующие профильные инстанции и в органы власти не находят должного внимания и проблема с отравлением воздуха продолжает усугубляться по нарастающей. В марте 2023 экологическая ситуация настолько ухудшилась, что местные власти  Коломенского округа предложили родителям перевести детей в другие детские сады из-за вредных выбросов с полигона.

## История строительства
Несмотря на протесты и обращения жителей Коломны и Коломенского городского округа в течение нескольких лет (в том числе и к президенту Путину), и игнорируя очевидный вред окружающей среде, власти всё равно открыли мусорный полигон.

Строительные работы по возведению полигона шли без разрешения на проведение работ. КПО Юг был построен на землях сельхоз назначения, которые были незаконно переведены в категорию земель под промышленные объекты при содействии министерства экологии и природопользования Московской области . Располагается на Подольско-Мячковском водоносном горизонте, что является угрозой заражения питьевой воды для большой части юга Московской области. Владелец объекта всячески сопротивлялся проведению общественной экологической экспертизы проекта. Местным активистам приходилось требовать через суд получения данных о воздействии на окружающую среду.
"Что касается учёта мнения коломенцев, то процедуру голосования «за» или «против» общественные обсуждения не предусматривают", — заявил министр экологии Московской области Александр Коган в ходе публичных слушаний 19.09.2018.
Полигон заработал в 2019 году, а систему обезвреживания фильтрата (исходящих стоков) сделали только в 2021 году.
Коломенский КПО построен в рамках нацпроекта «Экология» и стал первым из четырёх подобных комплексов, запланированных для Мособласти на 2019-2020. Комплексом владеет компания «РТ-Инвест», связанная с госкорпорацией «Ростех». Компания является оператором раздельного сбора бытовых отходов на территории трёх из семи кластеров Московской области: Сергиево-Посадском, Рузском и Каширском.
Первая линия сортировочного цеха была запущена 18 октября 2019 года. В работе КПО «Юг» задействовано около 560 человек. Объём инвестиций в предприятие составил 3,5 млрд рублей. На плановую мощность КПО вышел в конце 2019 года. С открытием КПО «Юг» был закрыт расположенный рядом с Коломной мусорный полигон «Воловичи» площадью 22 гектара.
КПО «Юг» состоит их трёх элементов: мусоросортировочного комплекса, участка компостирования и производства технического грунта, а также полигона размещения отходов. Общее количество отходов, планируемых к поступлению на комплекс, составляет 650 000 т/год. Качество и состав поступающих ТКО позволяют извлекать до 20% материалов для вторичного использования и ещё 35% отходов отправлять на компостирование. Непригодные для переработки 45% отправляются на временное захоронение на подготовленной площадке.

## Вред окружающей среде
Из-за нарушения условий эксплуатации и захоронения отходов уже в 2020 году жители близлежащих населённых пунктов начали жаловаться на неприятные запахи исходящие с мусорного полигона.
С января по апрель 2020 года прилегающие к КПО лес и поля были усыпаны пакетами, целлофановой упаковкой и другим летучим мусором, который сдувало с мест захоронения «хвостов». В сентябре жители обнаружили трубу, ведущую от КПО к реке Северке, а в октябре сняли на видео, как самосвалы выгружают мусор на площадки хранения «РТ-Инвеста», минуя сортировочную линию.
В ноябре 2021 года местными активистами при содействии лаборатории Московского Государственного Университета были взяты заборы проб воды на анализ, которые подтвердили содержание в ней с превышением норм в десятки раз таких вредных химических элементов как ионов аммония, железа, марганца, фенолов и нефтепродуктов..
В сентябре 2022 года после продолжающихся многочисленных жалоб жителей близлежащих населённых пунктов была проведена независимая экспертиза загрязнения воздуха вокруг мусорного полигона на фоне ощущения специфических запахов свалочного газа сотрудником аккредитованной лаборатории, которая подтвердила многократные нарушения предельно допустимых концентраций содержания вредных веществ: сероводород в 3,4 раза, формальдегид в 1,7 раза, фенол
в 4,13 раза . Также по итогам выездного мероприятия, проведенного 11.10.2022 без взаимодействия с юридическим лицом, на прилегающей территории к КПО «Юг» ощущался специфический запах свалочного газа, выявлены нарушения эксплуатации свалочного тела. По результатам обследования его материалы были направлены в Прокуратуру Московской области. Прокуратурой были подтверждены результаты проверки и выявленные многочисленные нарушения, вынесены постановления по возбуждению административных дел против должностных лиц КПО "ЮГ.
Так, например, в ночь с 19 на 20 марта 2023 года особенно сильный выброс свалочного газа накрыл ближайшие населенные пункты к КПО, люди жаловались на плохое самочувствие, так как газ проник в дома . Жители добились встречи с местными муниципальными депутатами и представителем КПО ЮГ, на которой им в очередной раз пообещали решить проблему с выбросами газа, но уже с вновь сдвинутыми сроками .
Кроме того, жители постоянно жалуются на мусор, который теряют мусоровозы на пути следования к комплексу и который разлетается по дорогам и  окрестностям.
Несмотря на все известные острые проблемы, властями и оператором КПО "ЮГ" в 2020 году было принято решение об увеличении площади КПО. Мощность его вырастет с 300 тысяч до 900 тысяч тонн отходов в год.

## Схема работы

### Приём и сортировка мусора
С 2019 года на территории Московской области начали внедрять раздельный сбор мусора по «двум бакам»: в синие контейнеры должны попадать «чистые» фракций, не загрязнённые пищей (макулатура, стекло, металл и пластик); в серые контейнеры попадает органика и смешанный мусор. Отдельно собирается крупногабаритная электроника и мебель. 
Водители мусоровозов фотографируют баки до и после забора с контейнерных площадок и далее везут на ближайший комплекс переработки отходов. При въезде считывается номер мусоровоза и наличие электронного талона, препятствующих завоз мусора с незаконных свалок. После машина проходит радиационный контроль, машина взвешивается, также учитывается объём завезённого мусора. После мусоровоз допускается до разгрузки в крытом бункере, где отдельно складируются сухие и смешанные отходы.
Первично работники КПО отсортировывают крупногабаритные предметы, которые могут повредить ленту. После этого содержимое синих контейнеров попадает на ленту, где начинается первичная ручная выборка крупных фракций, стекла и осколков, тканевой ветоши, деревянных изделий и больших кусков прозрачного мягкого пластика. Стекло уходит в спецбункер, дерево уходит на дробление. Крупные отходы также направляют в бункер, а оттуда на площадку для измельчения.
На последующих нескольких этапах автоматической сортировки выделяются полезные фракции. На трёхсекционном барабанном грохоте сырье делится по трём размерам. Там же отбирается органика, которую отправляют в цех компостирования. После барабана «сухие» отходы, рассортированные по размерам, идут по своим конвейерным лентам в оптические сепараторы, где мощные потоки воздуха «выдувают» бумагу и пластик. Затем металл в магнитном сепараторе разделяется на жесть и алюминий. 
Пластик, отделённый от бумаги и металла, попадает в баллистический сепаратор, где вновь мощные потоки воздуха позволяют разделить полимеры на «плоские» (плёнка, мягкая упаковка) и 3D (бутылки, банки, контейнеры). Упавший на ленту объёмный пластик уходит на оптический сепаратор, где «просвечивающий» луч позволяет выделить определённый тип полимера, которого в объёме мусора больше всего. Большую часть времени сепараторы настроены на приоритетный «вылов» PET-бутылок. Алгоритмы выделяют бутылки, а дальше пневмодатчик «отстреливает» нужную фракцию на отдельную ленту. PET-бутылки дополнительно вручную сортируют на цветные и прозрачные (к ним же относятся голубые). Разделенный по цветам PET можно продавать дороже. Оставшиеся полимеры по другому конвейеру снова попадают на ручную сортировку к людям, которые разделят их по разным типам.
Смешанное сырьё из серых баков проходит схожую процедуру: пакеты разрываются, отходы досортировывают вручную, органическую часть и загрязнённая пищей мелкий мусор отправляют на компостирование.
Отобранные полезные фракции (собранная бумага, металл и пластик) накапливаются, затем поступают на пресс. Вес одного брикета в зависимости от материала составляет от 200 кг до 1 тонны. Далее брикеты вывозят на склад, а оттуда они, как и стекло, уходят сторонним переработчикам.

### Компостирование органики
По заявлениям оператора мусорной свалки, пищевые и растительные остатки, мелкая загрязнённая бумага и небольшие фракции, отобранные в барабане, направляются в отдельных цех компостирования. Это закрытое помещение, где органика укладывают буртами в 5-6 рядов. Размер бурта — 100 на 3 метра, объём каждого — 500 м3. Каждый два дня бурт автоматически ворошат и спрыскивают термофильными молочнокислыми бактериями штамма Pediococcus pentosaceus, ускоряющими процесс гниения с 2-3 месяцев до 2 недель. Высокая температура гниения (65-70 градусов) препятствует росту патогенной микрофлоры и личинок насекомых. Газы гниения (аммиак, углекислый газ, метан и соединения серы) улавливаются и проходят через биофильтры внутри цеха. Основу биофильтра составляет древесная щепа, пропитанная расщепляющими метан бактериями. После смесь вновь направляют на барабанный грохот, где от ферментированной органики отсеиваются мелкие неорганические отходы. Результатом компостирования является технический грунт, который возможно использовать для озеленения городских зон, отсыпки откосов дорог и рекультивации полигонов ТКО.

### Хранение «хвостов»
Непригодный к переработке мусор складируется на подготовленной площадке с противофильтрационным экраном, состоящим из бентонитового мата, уложенного на уплотненное земляное основание, геомембраны, отделяющий фильтрат от попадания в почву, и геотекстиля, поверх которого насыпан защитный слой грунта и песка с дренажной системой. Собранный фильтрат уходит на механическую фильтрацию, после проходит нейтрализацию и систему обратного осмоса.
В будущем такой непригодный к более глубокой переработке мусор будет, по заявлениям владельцев, направляться на мусоросжигательные заводы «РТ-Инвеста» для энергетической утилизации. Однако, весь этот мусор уже будет плотно перемешан с землёй и станет непригоден для сжигания. Завершение строительства мусоросжигательного завода в Воскресенском районе запланировано в 2022 году.

## Галерея
- Жители Коломны голосуют на опросе против строительства мусорного полигона. 12/09/2018. Здание администрации.
- Мин экологии московской области предлагает перевести земли из категории для сельхоз назначения в категорию под промышленные объекты. Июль 2018 года.
- Лабораторный анализ сточных вод.
- МГУЛаб. Заключение по анализу воды.
- Исполнительный лист. Обязать КПО ЮГ предоставить данные по воздействию на окружающую среду. 15/04/2019.
- Отсутствие разрешения на строительство КПО ЮГ. Надзорное ведомство Московской области. 25/04/2019.
- Последствия мусорной реформы. Помойка в селе Мячково.
- Сатья о КПО ЮГ. 21.10.2022. Коломенская Правда.
- Сточная вода с полигона КПО ЮГ после "очистки". 23.06.2022.
- Нарушение ПДК сточных вод КПО ЮГ. Ответ прокуратуры. 05.04.2022.
- Результаты проверки нарушений ПДК у КПО ЮГ независимой экспертной организацией. 26.10.2022.
- Ответ прокуратуры МО по нарушениям КПО ЮГ Октябрь 2022.
- Результаты замеров воздуха возле КПО ЮГ 21 марта 2023.
- Мусоровоз вываливает груз на свалке в с. Мячково, Коломна в обход сортировки. Апрель 2023.[45]